# Ozyptila judaea
Ozyptila judaea es una especie de araña cangrejo del género Ozyptila, familia Thomisidae.

## Distribución
Esta especie se encuentra en Egipto e Israel.